# Drużynowe mistrzostwa Polski w boksie 1953/1954
Drużynowe Mistrzostwa Polski w Boksie Mężczyzn 1953/1954.

## Tabela I ligi
| Lp. | Zespół           | M  | Pkt  | Walki   | Opis              |
| --- | ---------------- | -- | ---- | ------- | ----------------- |
| 1   | CWKS Warszawa    | 14 | 20   | 166:74  | Mistrzostwo       |
| 2   | Gwardia Kraków   | 14 | 18   | 139:95  |                   |
| 3   | Gwardia Warszawa | 14 | 11   | 100:134 |                   |
| 4   | Gwardia Słupsk   | 14 | 10   | 105:135 |                   |
| 5   | Gwardia Gdańsk   | 14 | 8    | 111:125 |                   |
| 6   | Kolejarz Gdańsk  | 14 | 8    | 106:132 |                   |
| 7   | Stal Łabędy      | 14 | 8    | 103:135 | Spadek do II ligi |
| 8   | b.d.             | 14 | b.d. | b.d.    | Spadek do II ligi |